# Ньюкасл (Типперэри)
Ньюка́сл (англ. Newcastle; ирл. An Caisleán Nua) — деревня в Ирландии, находится в графстве Южный Типперэри (провинция Манстер).

## Демография
Население — 245 человек (по переписи 2006 года). В 2002 году население составляло 201 человек.
Данные переписи 2006 года:
| Общие демографические показатели |               |                               |                               |      |      |
| Всё население                    | Всё население | Изменения населения 2002—2006 | Изменения населения 2002—2006 | 2006 | 2006 |
| 2002                             | 2006          | чел.                          | %                             | муж. | жен. |
| 201                              | 245           | 44                            | 21,9                          | 119  | 126  |